# Kymi Grand Prix
Le Kymi Grand Prix est une course hippique de trot attelé se déroulant au mois de juin sur l'hippodrome de Kouvola en Finlande.
C'est une course internationale de Groupe I réservée aux chevaux de 4 ans et plus.
Elle se court sur la distance de 2 100 mètres, départ à l'autostart. L'allocation s'élève à 150 000 € dont 85 000 € pour le vainqueur.
Créée en 1998, elle est la course finlandaise la plus célèbre avec la Finlandia Ajo. C'était une étape du Grand Circuit européen de trot avant sa suppression en 2012.
Le record de l'épreuve, 1'10"5, détenu par Étonnant depuis 2023, a été égalé en 2025 par Borups Victory.

## Palmarès
| Année | Vainqueur               | S/A | Pays       | Père            | Driver              | Deuxième           | Troisième          | Réd.km |
| ----- | ----------------------- | --- | ---------- | --------------- | ------------------- | ------------------ | ------------------ | ------ |
| 2025  | Borups Victory          | H.7 | Suède      | Googoo Gaagaa   | Daniel Wäjersten    | Massimo Hoist      | Banderas Bi        | 1'10"5 |
| 2024  | Borups Victory (sv)     | H.6 | Suède      | Googoo Gaagaa   | Daniel Wäjersten    | Go On Boy          | Jason's Camden     | 1'11"  |
| 2023  | Étonnant                | M.9 | France     | Timoko          | Anthony Barrier     | Go On Boy          | Callmethebreeze    | 1'10"5 |
| 2022  | Earl Simon              | M.6 | France     | Prodigious      | Franck Ouvrie       | Oscar L.A.         | Calle Crown        | 1'12"5 |
| 2021  | Ce Bello Romain (sv)    | H.9 | France     | Jam Pridem      | Anthony Barrier     | Délia du Pommereux | Seismic Wave       | 1'11"6 |
| 2020  | Vitruvio (sv)           | M.6 | Italie     | Adrian Chip     | Björn Goop          | Cokstile           | Moni Viking        | 1'11"6 |
| 2019  | Racing Mange (sv)       | M.6 | Suède      | Orlando Vici    | Joakim Lövgren      | Next Direction     | Handsome Brad      | 1'11"7 |
| 2018  | Aubrion du Gers         | H.8 | France     | Memphis du Rib  | Jos Verbeeck        | Venosc de Minel    | Midnight Hour      | 1'13"2 |
| 2017  | Carabinieri             | M.6 | Suède      | Wellino Boko    | Johan Untersteiner  | Timoko             | Dreammoko          | 1'11"  |
| 2016  | Trebol                  | M.9 | Espagne    | Hot Blues       | Gabriel-A. Pou Pou  | Univers de Pan     | Timoko             | 1'12"  |
| 2015  | Trebol                  | M.8 | Espagne    | Hot Blues       | Gabriel-A. Pou Pou  | Oasis Bi           | Maven              | 1'11"8 |
| 2014  | Timoko                  | M.7 | France     | Imoko           | Björn Goop          | Commander Crowe    | Up-Date Hoss       | 1'13"  |
| 2013  | Womanizer S             | H.9 | Suède      | Tap In          | Tommi Kylliäinen    | Hard Livin         | Caddie Comet       | 1'12"2 |
| 2012  | Commander Crowe         | H.9 | Suède      | Juliano Star    | Christophe Martens  | Womanizer          | Maxwell Mayday     | 1'12"  |
| 2011  | Rapide Lebel            | H.6 | France     | Ginger Somolli  | Éric Raffin         | Lisa America       | Amour Ami          | 1'12"8 |
| 2010  | Brioni (sv)             | M.7 | Allemagne  | Timberland      | Joakim Lövgren      | Oceano Nox         | Lisa America       | 1'12"7 |
| 2009  | Commander Crowe         | H.6 | Suède      | Juliano Star    | Peter Ingves        | Marathon Man       | Oceano Nox         | 1'13"  |
| 2008  | L'Amiral Mauzun         | H.9 | France     | Bon Conseil     | Jean-Michel Bazire  | Going Kronos       | Arras              | 1'12"3 |
| 2007  | Camilla Highness        | F.7 | Suède      | Super Arnie     | Peter Ingves        | Spring Ray         | Lupin de l'Odon    | 1'12"8 |
| 2006  | Jag de Bellouet         | M.9 | France     | Viking's Way    | Christophe Gallier  | Lass Zefyr         | Passionate Kemp    | 1'11"1 |
| 2005  | Prime Prospect          | M.6 | États-Unis | Primrose Lane   | Andrea Guzzinati    | Tag the Devil      | Cold Hard Wind     | 1'12"8 |
| 2004  | Kart de Baudrairie      | H.5 | France     | Bridge          | Jean-Michel Bazire  | Tag the Devil      | Classico Merett    | 1'13"2 |
| 2003  | Flambeau des Pins       | M.7 | France     | Quiton du Coral | Mathieu Fribault    | E.V.Cane           | Noa Savoy          | 1'13"2 |
| 2002  | Legendary Lover K. (sv) | M.7 | États-Unis | Armbro Goal     | Steen Juul          | Jam Pridem         | Général du Pommeau | 1'14"  |
| 2001  | Exchequer               | M.9 | France     | Takima          | Ahti Antti-Roiko    | Com Hector         | Lanceur            | 1'13"5 |
| 2000  | BWT Magic (fi)          | M.4 | Finlande   | Lançon          | Ahti Antti-Roiko    | Incognito Kemp     | The Bad Boy        | 1'14"9 |
| 1999  | Défi d'Aunou            | M.8 | France     | Armbro Goal     | Jean-Étienne Dubois | Meadowbranch Lou   | Louise Laukko      | 1'14"9 |
| 1998  | Dryade des Bois         | F.7 | France     | Off Gy          | Jos Verbeeck        | Express First      | Call Me            | 1'14"6 |